# Радкевич, Николай Александрович
Николай Александрович Радкевич (1857 — 1931) — русский военный деятель и  педагог, генерал-лейтенант, директор Одесского кадетского корпуса (1906—1915).
Брат члена Военного совета, генерала от инфантерии Радкевича Евгения Александровича.

## Биография
В службу вступил в 1874 году после окончания Петровского Полтавского кадетского корпуса. В 1876 году после окончания Константиновского военного училища по I разряду с отличием произведён в  хорунжии и выпущен в Оренбургский 6-й казачий полк. В 1876 году произведён в сотники, в 1881 году в штабс-ротмистры.
В 1887 году после окончания  Николаевской военной академии назначен младшим офицером, с 1890 года эскадронным командиром, с 1899 года и.д. инспектора классов, с 1906 года инспектор классов Елисаветградского кавалерийского училища. В 1889 году произведён в ротмистры, в 1894 году в подполковники, в 1900 году в полковники.
В 1906 году за отличие по службе произведён в генерал-майоры и назначен директором Одесского кадетского корпуса. В 1913 году за отличие по службе произведён в генерал-лейтенанты. С 1915 года участник Первой мировой войны — командир 2-й бригады 8-й кавалерийской дивизии. 17 июня 1915 года отчислен за ранами, с назначением в резерв чинов при штабе Двинского военного округа. 

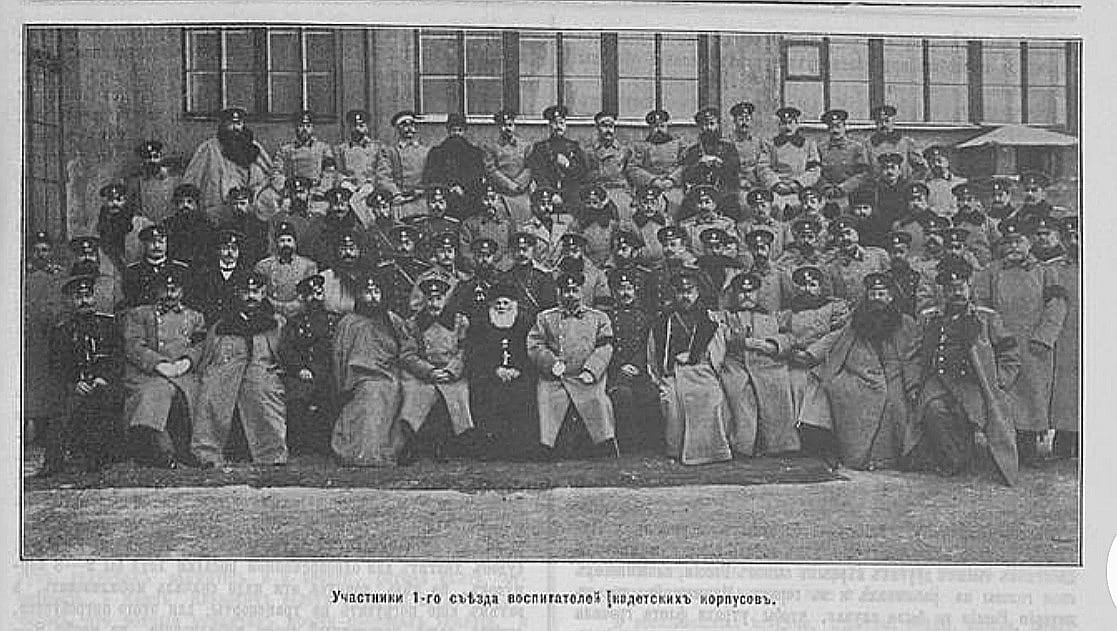
Первый ряд: А. И. Калишевский, Н. А. Хамин, Е. Е. Семашкевич, П. Н. Лазарев-Станищев, В. В. Римский-Корсаков, В. Э. Данкварт, В. А. Шильдер, Л. П. Войшин-Мурдас-Жилинский, Н. А. Радкевич, В. В. Григоров, Н. П. Попов, В. М. Кох. Второй ряд: Н. А. Зотов, М. Л. Салатко-Петрище, Н. Д. Казанцев, К. П. Сангайло, В. В. Цытович, М. А. Трубников, В. И. Греков, А. В. Полторацкий, Г. Ф. Гирс, А. Н. Зауервейд, Е. И. Глотов, А.Ф Вячеслов, И. И. Рыковский, Н. К. Михайловский, В. Д. Языков, А. Л. Вильке, Д. А. Агищев, Н. Н. Бахтин, А. Н. Антонов, Е. А. Заржецкий. Третий ряд: М. А. Угрюмов, Н. Г. Лукирский, В. В. Гаврилович, Ф. В. Гринев, Б. А. Вильбоа, В. П. Дзякович, И. А. Завадский, Г. Д. Дитерихс, М. И. Мягков, В. И. Попов-Азотов, Н. Л. Хитрин, В. О. Плошинский, А. С. Азарьев, Н. Д. Коптев, В. А. Муромцев, Ф. Н. Доннер, В. В. Смирнов, А. Д. Ромашкевич, Н. Н. Купчинский, М. А. Сафонов. Четвёртый ряд: К. К. Лютер, Н. С. Желязовский, В. С. Лавров, Б. А. Гартвиг, А. С. Манучаров, В. И. Бурков, Т. В. Львов, П. П. Шаховской, В. С. Яковлев, В. Д. Чемякин, П. П. Черепанов, И. Г. Денисов, В. В. Татаринов, Н. В. Петров. Санкт-Петербург. 1908 год

После Октябрьской революции с 1918 года в армии Украинской державы — генеральный значковый С 1919 года участник Белого движения в составе ВСЮР. После 1919 года остался в РСФСР, проживал в Одессе, преподавал в военных школах. В 1930 году был арестован по Делу «Весна», виновным себя не признал. В 1931 году приговорен к 5 годам ссылки в Среднюю Азию и выслан в Алма-Ату. Скончался в ссылке. По другим данным был расстрелян в 1931 году.

## Награды
Был награждён всеми орденами Российской империи вплоть до ордена Святой Анны 1-й степени высочайше пожалованного ему 30 июля 1915 года.